# جون ويليامسون
جون ويليامسون (بالإنجليزية: John Williamson)‏ (3 مارس 1981 بدربي في المملكة المتحدة - ) هو لاعب كرة قدم بريطاني في مركز الدفاع. لعب مع نادي بيرنلي.

## وصلات خارجية
- جون ويليامسون على موقع Soccerbase.com (لاعب) (الإنجليزية)